# Campionati europei di biathlon 2012
I Campionati europei di biathlon 2012 sono la 19ª edizione della manifestazione. Si sono svolti a Brezno-Osrbile, in Slovacchia, dal 27 gennaio al 2 febbraio 2012.

## Programma
| Giorno      | Ora (UTC+1) | Evento                         |
| ----------- | ----------- | ------------------------------ |
| 27 gennaio  | 10:00       | 7,5 km sprint junior F         |
| 27 gennaio  | 13:00       | 10 km sprint junior M          |
| 28 gennaio  | 10:00       | 7,5 km sprint F                |
| 28 gennaio  | 13:00       | 10 km sprint M                 |
| 29 gennaio  | 10:00       | 12,5 km inseguimento M         |
| 29 gennaio  | 11:00       | 12,5 km inseguimento junior M  |
| 29 gennaio  | 13:15       | 10 km inseguimento F           |
| 29 gennaio  | 14:15       | 10 km inseguimento junior F    |
| 30 gennaio  | 13:00       | Staffetta mista 2x6 + 2x7,5 km |
| 31 gennaio  | 11:00       | 15 km individuale F            |
| 31 gennaio  | 13:30       | 20 km individuale M            |
| 1º febbraio | 11:00       | 12,5 km individuale junior F   |
| 1º febbraio | 13:30       | 15 km individuale junior M     |
| 2 febbraio  | 11:30       | Staffetta 4x7,5 km M           |
| 2 febbraio  | 13:00       | Staffetta 4x6 km F             |

## Podi

### Uomini
| Evento               | Oro                                                            | Argento                                                                       | Bronzo                                                                    |
| 20 km individuale    | Daniel Böhm                                                    | Artem Pryma                                                                   | Erik Lesser                                                               |
| 10 km sprint         | Aleksej Volkov                                                 | Artem Pryma                                                                   | Sergey Klyachin                                                           |
| 12,5 km inseguimento | Aleksej Volkov                                                 | Serhiy Semenov                                                                | Daniel Böhm                                                               |
| Staffetta 4x7,5 km   | Germania Daniel Böhm Matthias Bischl Johannes Kühn Erik Lesser | Norvegia Jan Olav Gjermundshaug Martin Eng Dag Erik Kokkin Henrik L'Abée-Lund | Russia Nikolay Yakoshov Sergey Klyachin Oleksander Zhyrnyi Aleksej Volkov |

#### Juniores
| Evento               | Oro                        | Argento                    | Bronzo                     |
| Individuale 15 km    | Aleksandr Loginov          | Johannes Thingnes Bø       | Vetle Sjåstad Christiansen |
| 10 km sprint         | Vetle Sjåstad Christiansen | Aleksandr Loginov          | Maksim Cvetkov             |
| 12,5 km inseguimento | Aleksandr Loginov          | Vetle Sjåstad Christiansen | Johannes Thingnes Bø       |

### Donne
| Evento             | Oro                                                                     | Argento                                                                              | Bronzo                                                                     |
| 15 km individuale  | Anastasija Zagorujko                                                    | Carolin Hennecke                                                                     | Juliane Döll                                                               |
| 7,5 km sprint      | Olena Pidhrušna                                                         | Valentyna Semerenko                                                                  | Weronika Nowakowska                                                        |
| 10 km inseguimento | Olena Pidhrušna                                                         | Valentyna Semerenko                                                                  | Anastasija Zagorujko                                                       |
| Staffetta 4x6 km   | Ucraina Julija Džyma Valentyna Semerenko Vita Semerenko Olena Pidhrušna | Russia Anastasija Zagorujko Aleksandra Alikina Evgenia Seledtsova Ekaterina Šumilova | Germania Maren Hammerschmidt Nadine Horchler Carolin Hennecke Juliane Döll |

#### Juniores
| Evento              | Oro                  | Argento         | Bronzo         |
| 12,5 km individuale | Marion Rønning Huber | Olga Galich     | Nicole Gontier |
| 7,5 km sprint       | Niya Dimitrova       | Iryna Varvynets | Elisa Gasparin |
| 10 km inseguimento  | Iryna Varvynets      | Elisa Gasparin  | Niya Dimitrova |

### Misti
| Evento                 | Oro                                                                                           | Argento                                                            | Bronzo                                                                        |
| Staffetta 2x6+2x7,5 km | Norvegia Thekla Brun-Lie Marion Rønning Huber Johannes Thingnes Bø Vetle Sjåstad Christiansen | Russia Olga Galich Elena Badanina Maksim Cvetkov Aleksandr Loginov | Ucraina Anastasiya Merkushyna Iryna Varvynets Ivan Moravskyy Oleksandr Dakhno |

## Medagliere
| Pos.   | Nazione  | Oro | Argento | Bronzo | Totale |
| ------ | -------- | --- | ------- | ------ | ------ |
| 1      | Russia   | 5   | 4       | 4      | 13     |
| 2      | Ucraina  | 4   | 6       | 1      | 11     |
| 3      | Norvegia | 3   | 3       | 2      | 8      |
| 4      | Germania | 2   | 1       | 4      | 7      |
| 5      | Bulgaria | 1   | 0       | 1      | 2      |
| 6      | Svizzera | 0   | 1       | 1      | 2      |
| 7      | Italia   | 0   | 0       | 1      | 1      |
| 7      | Polonia  | 0   | 0       | 1      | 1      |
| Totale | Totale   | 15  | 15      | 15     | 45     |